# Stazione di Milano Nord Bullona
Stazione di Milano Nord Bullona 2003-ban bezárt vasútállomás Olaszországban, Lombardia régióban, Milánó településen.

## Vasútvonalak
Az állomást az alábbi vasútvonalak érintették:
- Milánó–Asso-vasútvonal
- Milánó–Saronno-vasútvonal

## Kapcsolódó állomások
A vasútállomáshoz az alábbi állomások vannak a legközelebb:
- Stazione di Milano Nord Domodossola
- Stazione di Milano Nord Bovisa